# Лесковац
Лесковац је градско насеље и седиште истоимене територијалне јединице у Србији. Административни је центар Јабланичког управног округа и један од највећих градова у југоисточној Србији. Према попису из 2022. било је 58.338 становникa, док је на подручју града Лесковца живело 123.950 становника. Налази се у Лесковачкој котлини, познатој по српском петоречју. Кроз само насеље протиче река Ветерница, а недалеко од Лесковца протиче Јужна Морава, која прима све веће притоке града.
Насеље датира још из доба Римског царства. Средњовековни назив насеља је Глубочица (стсл. Гльбочица[глобокъ] — „дубок”), па Дубочица. Име Лесковац град је добио по шумама леске (стсл. лѣска) тј. лешника.
Као привредни, политички, друштвени, културно-просветни и административни центар Јабланичког округа познат је по томе што је град са развијеном текстилном, хемијском, дрвопрерађивачком и прехрамбеном индустријом, град роштиља и кулинарских специјалитета. Као такав, Лесковац је седиште великог броја културних институција, међу којима су и Народни музеј и Народна библиотека Радоје Домановић. Културне активности у граду испреплетане су са његовим наслеђем, те је најпознатија манифестација у граду посвећена лесковачком роштиљу и носи назив Лесковачка роштиљијада. Поред роштиљијаде, у Лесковцу се сваке године одржавају Лесковачки карневал и Лесковачки интернационални филмски фестивал (LIFFE).

## Етимологија
Најранији назив за подручје у ком се данас налази град Лесковац био је Глубочица (старосрпски Glьbočica), од прасловенског glọbokъ, што значи „дубок”. Касније се, због придева дубок, усталило име Дубочица. Подручје Дубочице су још у 5. веку пре нове ере насељавали Дардани. По предању је ова територија добила име по мочварном терену између Лесковца и села Стројковца који је био карактеристичан по дубоком блату или глибу па отуда и име Глибочица, односно Глубочица. Глубочица се као име области помиње у периоду владавине Стефана Немање и односи се на подручје слива реке Јабланице. У путописима археолога Феликса Каница постоје подаци о граду Дибочици који се се налазио на ушћу реке Лапаштице у реку Медвеђу (Јабланицу).
Данас је Дубочица синоним за Лесковац и околину, централни део Јабланичког округа. Многобројни су примери употребе овог назива у имену улица, општина, спортских клубова.
Име Лесковац потиче од дрвета леске (стсл. lěska). Легенда каже да се испод брда у близини садашњег града налазило језеро, те да је дошло до његовог исушивања и да је ту изникла биљка леска (лешник), по којој је град пре више од 700 година добио име. Садашње име града као име насељеног места први пут се помиње 1308. године у Повељи Краља Милутина. У време турске владавине, име је промењено у Хисар, од истоимене турске речи која значи „тврђава”.

## Географија

### Положај
Лесковац се налази у подножју брда Хисар (341 m), у срцу простране и плодне лесковачке котлине, једне од највећих котлина у Србији, која лежи у средњем току Јужне Мораве, између Нишке на северу и Врањске котлине на југу. Котлина је дугачка 50, а широка 45 km и пресецају је речни токови Јужне Мораве, Јабланице, Ветернице и Пусте реке, а кроз сам град протиче Ветерница.
Лесковац лежи на надморској висини од 228 m, смештен са још 300 насеља у плодној котлини која обухвата 2.250 km², која је била огранак некадашњег Панонског мора. Око котлине су планине Гољак, Чемерник (1.638 m) и Кукавица на југу, Бабичка гора (1.098 m), Селичевица (903 m), Буковик, Крушевица и Сува планина на истоку, Радан (1.409 m) и Пасјача на западу. На северу се граничи са нишком котлином, а на југу преко Грделичке клисуре са врањско-бујановачком котлином.
У овој пространој котлини, чији је обод састављен од јако убраних кристаластих шкриљаца, местимично просечених еруптивним стенама, Лесковац заузима централне и источне делове, и то оне најниже. На север се пружа до Брестовца, а на југу залази у Грделичку клисуру све до Џепа, који остаје изван територије града. На тај начин територија града обухвата готову целу долину Јужне Мораве од Курвинградског сужења на северу до Врањске котлине на југу, а осим долине Јужне Мораве њој припадају ниска побрђа старе језерске заравни у коју се ова долина усекла и доњи дoлински делови Моравиних источних и западних притока, Ветернице, Јабланице, Пусте Реке и Власине. Праву природну границу има само на истоку и југу. Североисточна и источна граница је Бабичка гора, а на југу гребен Кукавице чини природну баријеру према општини Владичин Хан. Остале границе се пружају највећим делом дуж ниских развођа између Јужне Мораве и њених притока или између ових притока. Западна граница према општини Бојник води развођем између Јабланице и Пусте реке, које је ниско и веома проходно. Део западне границе која је одваја од општине Лебане, иде развођем између Ветернице и Горње Јабланице и сече басен Доње Јабланице на два једнака дела. Овде нема праве природне границе, пошто дуж Јабланице иде главни пут који представља главну саобраћајницу којом се одржавају везе Лесковца и Лебана. Источну граница према Заплању, води гребеном Бабичке горе. Напуштајући овај гребен граница даље продужава дуж развођа између Власине и Јужне Мораве и тако одваја општину Власотинца од Лесковца, све док не сиђе у Доњу Власину, која ту тече кроз моравски басен све до свог ушћа. И ова граница је, према томе, вештачка.
Долина Власине представља главну саобраћајницу за област Доње и Средње Власине. Напуштајући овај басен граница се опет пење уз гребене Грделичке клисуре и иде развођем између горње Власине и Мораве. Ова граница одваја Лесковац од општине Власотинце и Црна Трава на истоку. Јужна граница се поклапа са дугогодишњом границом Јабланичког и Пчињског округа и у западном делу води гребеном Кукавице. Она сече долину Јужне Мораве у Грделичкој клисури на линији Репиште—Сушевје и затим наставља линијом Сушевје—Мрковица, која донекле прати развође између Џепске и Предејанске реке. Северна граница је широко отворена према Нишкој котлини, Добричу и долини Топлице, јер се територија Лесковца не пружа до Курвинградског сужења, него јужније до линије Кутлеш—Брестовац.
Овако ограничена територија Лесковца има неправилан облик. Издужена је правцем север—југ, али јој ширина није подједнака у свим деловима. Најужа је у средишњем делу на линији Власе—Ладовица, 14 km ваздушном линијом. Нешто је шира на северу, на линији Петрова гора — Ступница, 28 km ваздушном линијом. Највећу ширину има у јужном делу на линији Мелово — Ново Село, 37 km ваздушном линијом.
Град Лесковац захвата површину од 1.025 km² и на тој површини се налази 144 насеља. У тим насељима, и самом граду лесковачке општине, према последњим подацима, живи 162.000 становника. По броју насеља, лесковачка општина је најразуђенија у Србији. На сваком квадратном километру живи 158 становника. После Ниша, град Лесковац — у коме живи 58.338 становника према попису из 2022. године — највећи је на југу Србије.
У састав града улази неколико засебних целина које носе посебне називе и одликују се посебним обележјима. То су Поречје, које обухвата слив реке Ветернице, а за које се такође везује средњовековни назив Дубочица; затим Грделичка клисура, која као таква једним делом припада Лесковцу, а другим делом Владичином Хану; трећа целина је Лесковачко Поморавље, које обухвата и области Доње Ветернице и Доње Јабланице, као и насеља Лесковачког поља — алувијалне равни Јужне Мораве од Брестовца на северу до Грделичке клисуре на југу. Поред слива Ветернице, Грделичке клисуре и Лесковачког Поморавља, град обухвата и нека насеља Доње Јабланице, нека села из слива Пусте реке и Заплања на северу.
- Панорама
- Дубочица
- Лесковац — централни парк, споменик Томи Здравковићу
- Центар града 2023. године
- Главна улица 2023. године
- Хисар

### Воде
Недалеко од града протиче Јужна Морава, која чини главни речни ток града и која прихвата веће притоке: Ветерницу, Јабланицу, Власину и Пусту Реку, те се ова област као карактеристична и једина таква у Србији назива Српско петоречје. Јабланица је лева притока Јужне Мораве, која се у њу улива код села Печењевце, те дужина њеног тока, од извора до ушћа износи 75 km. Вода Јабланице се користи за наводњавање и млинове, а у прошлости је, као и Ветерница, била од изузетног значаја јер се дуго користила за наводњавање конопља, које се на овим просторима у великој мери гајило.
Ветерница је такође лева притока Јужне Мораве, нешто краћа од Јабланице (73 km). Ветерница у свој ток прима велики број, углавном мањих, притока, превасходно кратке, водом богате токове који имају карактер бујице, а значајније десне притоке су јој Вучјанка, Чукљеничка река, Букоглавка, Горинка, Брзанка и Шаиновачки поток — све носе називе по местима кроз која пролазе —, док је значајнија лева притока Сушица. Када је реч о притокама Ветернице, посебан значај има Вучјанка, као највећа њена притока и економски најзначајнија река. Вучјанка је брза, планинска река, која настаје спајањем Големе и Мале реке на 686 m надморске висине, и целим својим горњим током она тече кроз дубоки кањон. Река је снагом своје воде у овим областима створила бројне камене лонце или казане који представљају праву природну реткост. Због брзог тока, на реци је још 1903. године подигнута хидроцентрала, која и данас функционише.
Власина извире испод бране Власинског језера и до њеног ушћа у Јужну Мораву има 70 km. Због њеног планинског окружења, као и због мањка индустријских загађивача, Власина спада у ред најчистијих река у Србији. На реци постоји и мање акумулационо језеро које се користи за водоснабдевање Власотинца.
Пуста река, као лева притока Јужне Мораве, извире испод врха планине Радан и након 71 km се улива у Јужну Мораву. Највећи део слива Пусте реке припада општини Бојник, а у Мораву се улива код Дољевца.
У близини Лесковца налазе се и три већа вештачка језера: Брестовачко, Власинско и језеро Барје. Брестовачко језеро налази се на 312 m надморске висине, дужине 2.800 m. Изграђено је на Пустој реци узводно од Горњег Брестовца и због своје лепе обале, са неколико полуострва, једним ртом и два залива, пружа добре услове за развој различитих видова туризма.
Власинско језеро представља акумулационо језеро које се простире на преко 15 km² и налази се на 1.200 m надморске висине. Брана је почела да се гради 1946. године, а језеро је напуњено водом до данашњих капацитета 1954. године. Језеро добија воду путем канала дугих преко 60 km, а снабдева се водом из Лисине, Чемернице, Јерме, Божице и других мањих река и потока. Власинско језеро је познато по плутајућим острвима, која временом мењају свој положај, а настала су од подводног биљног света израслог на тресету, који се у великим парчадима откинуо са дна језера и испловио.
Језеро Барје је названо по селу Барје у чијој близини је подигнута брана висине 74 m и на удаљености од око 30 km од Лесковца. Језеро је настало преграђивањем тока реке Ветернице, низводно од Големог Села, у области где Ветерница тече дубоком клисурастом долином. Укупна запремина воде у језеру износи 47 милиона кубних метара и она се користи за снабдевање читавог града пијаћом водом, а поред тога и за наводњавање околног земљишта.
- Јужна Морава код Владичиног Хана
- Ветерница − центар Лесковца
- Ветерница у јесен 2023. године
- Вучјанка са својим карактеристичним казанима
- Јабланица
- Власина
- Брестовачко језеро
- Власинско језеро
- Језеро Барје

### Клима
Лесковац има умереноконтиненталну климу, са топлим летима и благим зимама. Годишња просечна температура износи 11,1 °C, те се град, а и сама Лесковачка котлина, убрајају у топлије пределе Србије. На овако високу средњу годишњу температуру пресудан утицај имају високе летње и ранојесење температуре и благе зиме. Само јануар има негативну средњу месечну температуру (-0,5 °C), а средња зимска температура износи 1 °C. За разлику од тога, најтоплији месеци су јул са 21,6 °C и август са 21,2 °C, док средња летња температура износи 21,3 °C. Пролеће је незнатно (за 0,2 °C) топлије од јесени, што потврђује изражену термичку континенталност. Апсолутна минимална температура у Лесковцу забележена је 13. јануара 1985. године и износила је -30,3 °C, а апсолутна максимална 24. јула 2007. године са вредношћу од 43,7 °C.
Лесковац годишње у просеку има 2.026 сунчаних часова, што је око 50% осунчаности очекиване за ту географску ширину, а разлог томе је повећана просечна годишња облачност, као и околне планине које окружују котлину. Најсунчанији месец у години је јул, са око 297 сунчаних сати, а децембар има најмање сунчаних часова — у просеку свега 51. Слично осталим јужноморавским котлинама, и Лесковачка котлина прима мало падавина током године — просечно 625 милиметара годишње. Највише падавина има јун — 64 милиметара, а са 42 милиметра јануар је месец са најмање падавина током године. Гледано по годишњим добима, готово једнака количина падавина је у пролеће и јесен, а лето је само мало кишовитије од зиме. Највлажније годишње доба је пролеће (са 165 милиметара), а најсувља је зима (са 132 милиметра), па се ипак може рећи да су падавине готово једнако распоређене током године.
| Клима Лесковца (1981—2010)    | Клима Лесковца (1981—2010) | Клима Лесковца (1981—2010) | Клима Лесковца (1981—2010) | Клима Лесковца (1981—2010) | Клима Лесковца (1981—2010) | Клима Лесковца (1981—2010) | Клима Лесковца (1981—2010) | Клима Лесковца (1981—2010) | Клима Лесковца (1981—2010) | Клима Лесковца (1981—2010) | Клима Лесковца (1981—2010) | Клима Лесковца (1981—2010) | Клима Лесковца (1981—2010) |
| Показатељ \ Месец             | .Јан.                      | .Феб.                      | .Мар.                      | .Апр.                      | .Мај.                      | .Јун.                      | .Јул.                      | .Авг.                      | .Сеп.                      | .Окт.                      | .Нов.                      | .Дец.                      | .Год.                      |
| ----------------------------- | -------------------------- | -------------------------- | -------------------------- | -------------------------- | -------------------------- | -------------------------- | -------------------------- | -------------------------- | -------------------------- | -------------------------- | -------------------------- | -------------------------- | -------------------------- |
| Апсолутни максимум, °C (°F)   | 22,0 (71,6)                | 22,7 (72,9)                | 27,7 (81,9)                | 32,6 (90,7)                | 36,0 (96,8)                | 40,6 (105,1)               | 45,6 (114,1)               | 43,3 (109,9)               | 38,8 (101,8)               | 34,7 (94,5)                | 30,8 (87,4)                | 21,4 (70,5)                | 45,6 (114,1)               |
| Максимум, °C (°F)             | 6,4 (43,5)                 | 10,1 (50,2)                | 15,7 (60,3)                | 22,0 (71,6)                | 25,2 (77,4)                | 30,5 (86,9)                | 33,1 (91,6)                | 33,4 (92,1)                | 31,6 (88,9)                | 21,8 (71,2)                | 14,3 (57,7)                | 7,6 (45,7)                 | 19,2 (66,6)                |
| Просек, °C (°F)               | 2,0 (35,6)                 | 6,4 (43,5)                 | 10,6 (51,1)                | 16,6 (61,9)                | 20,5 (68,9)                | 22,5 (72,5)                | 26,7 (80,1)                | 26,0 (78,8)                | 23,0 (73,4)                | 15,8 (60,4)                | 9,7 (49,5)                 | 4,7 (40,5)                 | 13,6 (56,5)                |
| Минимум, °C (°F)              | −1,4 (29,5)                | 2,7 (36,9)                 | 6,3 (43,3)                 | 9,2 (48,6)                 | 15,3 (59,5)                | 18,5 (65,3)                | 20,3 (68,5)                | 19,0 (66,2)                | 17,4 (63,3)                | 9,9 (49,8)                 | 5,2 (41,4)                 | 1,0 (33,8)                 | 8,1 (46,6)                 |
| Апсолутни минимум, °C (°F)    | −20,3 (−4,5)               | −16,8 (1,8)                | −9,0 (15,8)                | −4,8 (23,4)                | 6,0 (42,8)                 | 8,7 (47,7)                 | 12,0 (53,6)                | 10,4 (50,7)                | 4,7 (40,5)                 | −1,7 (28,9)                | −6,6 (20,1)                | −17,7 (0,1)                | −20,3 (−4,5)               |
| Количина падавина, mm (in)    | 49,2 (1,937)               | 45,7 (1,799)               | 40,9 (1,61)                | 48,6 (1,913)               | 41,8 (1,646)               | 45,9 (1,807)               | 34,2 (1,346)               | 27,3 (1,075)               | 43,7 (1,72)                | 43,2 (1,701)               | 50,6 (1,992)               | 55,2 (2,173)               | 565,4 (22,26)              |
| Дани са падавинама (≥ 0.1 mm) | 12                         | 9                          | 11                         | 7                          | 9                          | 5                          | 8                          | 3                          | 8                          | 10                         | 10                         | 10                         | 87                         |
| Дани са снегом                | 8                          | 5                          | 0                          | 0                          | 0                          | 0                          | 0                          | 0                          | 0                          | 0                          | 0                          | 4                          | 16                         |
| Релативна влажност, %         | 82                         | 77                         | 60                         | 52                         | 41,7                       | 50                         | 45                         | 33,0                       | 49                         | 58                         | 70                         | 83                         | 73                         |
| Сунчани сати — месечни просек | 96,6                       | 120,1                      | 185,6                      | 199,0                      | 264,3                      | 295,3                      | 356,8                      | 348,6                      | 277,4                      | 207,3                      | 140,4                      | 90,1                       | 2.526,1                    |
| Извор: РХЗ                    |                            |                            |                            |                            |                            |                            |                            |                            |                            |                            |                            |                            |                            |

### Биљни и животињски свет
Једна од карактеристика и вредности Лесковца и околине јесте очувана природа. Богатство биодиверзитета овог краја узроковано је специфичним микроклиматским условима, који настају кроз комплексно међудејство специфичних геолошких, орографских, хидролошких појава и антропогених и других историјских и еколошких фактора. Од посебног значаја за биолошку разноврсност овог краја је и њен геодиверзитет, преко клисура, кањона, специфичних речних долина, који су потенцијални и доказани центри ендемизма и реликтности у Републици Србији. Флора и фауна су велики економски потенцијали овог простора, како у погледу туристичких, тако и у погледу развијања свести о очувању и заштити животне средине. Поред ових користи, треба имати у виду да и поред дуге историје флористичких истраживања на овој територији (прво је спровео оснивач српске ботанике Јосиф Панчић крајем 19. века), још увек није ни близу потпуног утврђивања огромног потенцијала лековитих и ароматичних врста. Подручје обода Лесковачке котлине је богато ловном дивљачи — могу се наћи срнећа дивљач, дивља свиња, вук, зец, јаребица, фазан, лисица, куна и друге животиње. Заједно са својим сарадницима, Јосиф Панчић је на Оштрозубу нашао терцијарни ендемореликт ловорвишњу (лат. Prunus laurocerasus), која је поред тога пронађена само у Бугарској и на још 2—3 локалитета.
Велика пространства ободног дела котлине су под храстовим и буковим шумама. Између појаса букових и храстових шума, заступљене су чисте састојине храста китњака које се пружају до 1.150 m надморске висине. Регистрована је појава следећих биоценоза:
- Српска шума сладуна и цера (Qu. farnetto cerris serbicum Rud)
- Шума букве са зеленичетом (Lauro cerraso Fegetum Jov.)
- Српска шума белог граба (Carpinetum orientalis serbicum Rud.)
- Српска шума китњака (Qu. montanum serbicum Cert. et Jov.)
- Српска шума букве (Fagetum montanum serbicum Rud.)[13]

На територији општине нађене су и биљке које нису забележене на осталим просторима Републике Србије. То су:
- Ranunculus neapolitanus Ten. — пронађена у Копашници, настањује брдске ливаде
- Geranium rotundifolium L. — може се срести у Крпејцу и Новом Селу, а живи на сувим каменитим местима, у светлим шумама и поред путева
- Gallium parisiense L. ssp. Divaricatum (Lam.) — становник стена и пашњака, пронађена у Новом Селу
- Pulmonaria officinalis L. var. Obscura Dum. — ова биљка је нађена у Мрковици, а преферира станишта поред потока
- Calamintha alpine (L.) Lam. Ssp. Hungarica var. hungarica f. cuneata K. Maly. — откривена у Палојцу; становник сиромашних ливада
- Calamintha ancinos (L.) (Clairv. Var. perenans (Vis.)) — нађена у Личином Долу, настањује пашњаке и сиромашне ливаде[13]

Према подацима Завода за заштиту природе Републике Србије, на територији Лесковачке котлине се налазе следеће категорије заштићених подручја:
- Резерват природе и строги резерват природе: Строги резерват природе „Качер—Зеленичје” (Оштрозуб — Црна Трава — Лесковац)[26]
- Споменик природе: Богојевачки брест запис (село Богојевце, Лесковац), стабло тополе у Губеревцу, стабло оскоруше у Сејаници (Лесковац), Кутлешки храст запис (село Кутлеш, Лесковац)[27]
- Природни простор око непокретног културног добра: Шумски комплекси око манастира Светог Јована и Свете Богородице (села Црковница и Јашуња, Лесковац)[28]
- Посебно је заштићено око 100 врста животиња и 25 биљних врста са статусом природних реткости.[29]

## Историја

### Праисторија и стари век
Из праисторијског периода евидентирано је у Лесковачкој регији укупно 106 локалитета. Од укупног броја локалитета, највећи број припада млађем неолиту, односно винчанској култури (43 локалитета), затим брњичкој култури из позног бронзаног доба (18 локалитета) и старијем и млађем хоризонту гвозденог доба I (14 локалитета, односно осам локалитета). Да се на том простору интензивно живело већ од средњег неолита потврђује 14 локалитета из тог периода, који припадају старчевачкој култури. Почетком раног енеолита, у време такозване градачке фазе винчанске културе у Лесковачкој регији постојало је седам насеља, а у наредном периоду, који такође припада раном енеолиту, а обележила га је културна група Бубањ—Хум I, на овом простору налазило се 11 насеља.
Значајан допринос познавању праисторијске археологије у Србији јесте податак да су у једном кратком историјском периоду и у лесковачкој области боравили Келти, односно Скордисци, што потврђују керамички налази карактеристични за латенску културу, евидентирани на неколико локалитета у овој области. Свакако један од најважнијих резултата истраживања налазишта са овог подручја, који је такође потврђен истраживањем праисторијских локалитета у Врањској регији, јесте потврда да је у праисторији Грделичка клисура избегавана као комуникациони правац, а да су, уместо ње, коришћени алтернативни комуникациони правци долинама Јабланице и Ветернице.
Лесковачка регија у праисторији била је под знатно јачим утицајем културних група са севера и истока него са југа и запада Балканског полуострва. Та регија била је веома погодна за живот у свим периодима праисторије, о чему сведочи велики број локалитета са богатом вертикалном стратиграфијом (локалитети у Чекмину, Бобишту, Братмиловцу, Горњем Губеревцу, Каштавару, затим локалитети Јеричиште у Липовици, Хисар у Лесковцу, Градац у Злокућану, Прогон-чука у Малој Грабовници и Дачки рид — Ортачки рид у Доњој Слатини).

#### Камено доба
У лесковачкој области до сада нису пронађени никакви налази из палеолита и мезолита, али је евидентиран већи број локалитета из млађег каменог доба (неолита). Позне фазе старчевачке културе, којима припадају насеља из средњег неолита у области Лесковца, потичу из периода око 6200. године п. н. е. У Лесковачкој регији евидентирано је 49 локалитета из неолита, од чега је на 33 локалитета установљен неолитски слој који припада само винчанској култури, док је на четири локалитета евидентиран слој чији налази припадају искључиво старчевачкој култури. Поред тога, евидентирано је 10 двослојних неолитских локалитета, односно локалитета који садрже слојеве и винчанске културе и старчевачке културе.
Локалитети равничарског типа који припадају старчевачкој култури смештени су углавном на гредама или обалама већих река у Лесковачком пољу, а то су локалитети Извориште и Састанци у Бобишту; затим Састанци, Селиште и Шеварике у Чекмину; Црквиште у Липовици; Севдин гроб у Грајевцу и Селиште у Винарцу). Поред тога, мањи број старчевачких насеља нађен је у Пустој Реци (Црквиште у Брестовцу) или на благо заталасаним источним падинама Радана (Кућиште у Секицолу и Царичин град и Крушкар у Штулцу). На узвишењима, на обалама Јужне Мораве, смештени су локалитети Прогон-чука у Малој Грабовници, Градац у Злокућану и Шљивче у Живкову. Распоред ових локалитета указује да су области између Пусте реке и Јабланице, као и плавна зона, биле насељене у праисторији, већ од раног неолита.
Живот на малој тераси Свињаричке реке, коришћене већ у време раног неолита у оквиру локалитета Штулац, вероватно је прекинут у једном тренутку, и поново успостављен у касном бакарном добу, више од два миленијума касније. Акумулација културних слојева до дубине од 2,5 м указује на континуирано насељавање, што потврђују и апсолутни датуми из узорака добијених палеогеографским бушењем, а насеља се могу засигурно повезати са старчевачком, Коцофени—Костолац и брњичком групом.
Млађем неолиту, тачније старијем периоду винчанске културе, припадају 33 локалитета, од чега је 7 локалитета градинског типа (пет припада искључиво винчанској култури, док су два двослојна), а 23 локалитета су равничарског типа (14 винчанских локалитета и девет двослојних). Градински локалитети су углавном лоцирани у Лесковачком пољу, на обалама притока Јужне Мораве, у близини њиховог ушћа (Градац у Злокућану, Врања нога у Горњем Губеревцу, Прогон-чука у Малој Грабовници). Смештени су на узвишењима у средњем и јужном делу Лесковачког поља, која доминирају околином и са којих се могу пратити кретања становништва у већем делу те регије.

#### Бакарно доба
Трагови цивилизација из бакарног доба, то јест енеолита, нађени су на укупно 24 локалитета, с тим да 18 њих припада раном енеолиту, односно такозваној градачкој фази винчанске културе (седам локалитета) и Бубањ—Хум I културној групи (11 локалитета). Локалитети такозване градачке фазе винчанске културе градинског типа смештени су на доминантним узвишењима на обалама Јужне Мораве (Прогон-чука у Малој Грабовници и Градац у Злокућану), док се локалитети равничарског типа налазе на косама на ободу Јабланичке долине или на обалама Јабланице (Међа у Подримцу и Селиште у Чекмину). Културној групи Бубањ—Хум I припадају три градинска насеља, смештена у Лесковачком пољу, на обалама Јужне Мораве и осам равничарских насеља, од којих су три лоцирана у Лесковачком пољу, док се остала насеља налазе у Јабланичкој области (локалитети Окућница Б. Ивковића у Рујковцу и Фабрика шприцева у Газдару), Лесковачком поречју (локалитет Поток у Лалинцу) и Власинској области (локалитети Иза хотела „Грозд“ и Водоводлука у Власотинцу).
Налази из развијеног, односно средњег енеолита у овој регији припадају културним групама Баден и Костолац. Средњем енеолиту припадају четири локалитета — са једног локалитета потичу искључиво налази који припадају баденској културној групи (локалитет Селиште у Братмиловцу), док налази са остала три локалитета припадају и баденској и костолачкој културној групи (Извор и Састанци у Бобишту и Дачки рид — Ортачки рид у Доњој Слатини). Један локалитет је градинског типа, смештен у Лесковачком пољу, на обали Јужне Мораве (Дачки рид — Ортачки рид у Доњој Слатини), док су остала три локалитета равничарског типа, а лоцирани су на гредама, односно косама на обали Јужне Мораве.
Позном енеолиту, односно културној групи Бубањ—Хум II, припада шест локалитета. Једини локалитет равничарског типа смештен је на тераси Јужне Мораве, надомак Лесковца, док остали локалитети представљају градинска насеља, а преовлађивање овог типа насеља указује на несигурна и немирна времена. Од градинских локалитета, њих три су смештени на доминантним узвишењима на обалама Јужне Мораве.

#### Бронзано доба
Из раног бронзаног доба констатована су два налазишта — Плужевина у Јарсенову и Састанци у Бобишту. Прво налазиште је градинског типа, а смештено је на обронцима Бабичке горе, док је друго налазиште лоцирано на тераси Јужне Мораве источно од Лесковца. Потоњи локалитет представник је и средњег бронзаног доба, а поред њега су ту Падина у Братмиловцу и Гробље ново у Каштавару. Сви локалитети из средњег бронзаног доба су равничарског типа, а смештени су у Лесковачком пољу, на пространим терасама Јужне Мораве, односно Јабланице (Гробљеново у Каштавару). Диспозиција и топографија локалитета указују на релативно миран живот у средњем бронзаном добу у том делу басена Јужне Мораве.
У Лесковачкој регији постоји 28 локалитета из позног бронзаног доба, од чега је седам локалитета градинског типа смештено на доминантним узвишењима на ободу Лесковачког поља, док се градински, вишеслојни археолошки локалитет Скобаљић Град налази у планинској области јужно од Поречја, на алтернативном комуникационом правцу према Врањско-бујановачкој котлини, на 15 km јужно од Лесковца, у близини Вучја. Четрнаест насеља равничарског типа налазе се у Лесковачком пољу, али и у долинама Јабланице, Власине и Ветернице. Чини се да је у том периоду, после дужег временског интервала од краја винчанске културе, поново насељен већи део Лесковачке регије.

#### Гвоздено доба
У периоду 1300—1050. године п. н. е. подручје Лесковца било је центар Брњичке културе и први центар металургије на Балкану. На подручју Хисара 2000. године пронађена је такозвана „Туровићева игла”, названа по њеном проналазачу, Шћепану Туровићу, археологу аматеру из Лесковца. Реч је о гвозденој игли из друге половине 14. века пре нове ере која припада најстаријем стратуму брњичке културне групе, а из истог периода пронађена је 2005. године још једна игла израђена такође од чистог елементарног гвожђа, без присуства било којих других елемената и трагова рђе.
Поред Хисара, из периода гвозденог доба I потичу још два друга локалитета подигнута на доминантним узвишењима на ободу Лесковачког поља, а то су Прогон-чука у Малој Грабовници и Куманлук у Горњем Губеревцу. Уз ова три, постоји још 21 локалитет, од који је једанаест равничарског типа, један се налази у Јабланичкој области (Реџов вис у Тулару), а један локалитет лоциран је на Бабичкој гори (Пусто семче у Семчу).
Из старијег или развијеног гвозденог доба, тј. гвозденог доба II, потиче пет локалитета: два су равничарског типа, два су градинског типа, док је један локалитет непознат (Конопница), те му се топографија не може одредити. Равничарског типа су локалитети Јеричиште у Липовици (Лесковачко поље) и Бублане у Маћедонцу (област Јабланица), док су локалитети градинског типа Кале у Грделици (јужна периферија Лесковачког поља, односно улаз у Грделичку клисуру са севера) и Градиште у Големој Њиви (западна падина Бабичке горе).
Гвоздено доба III, које обухвата раздобље од краја 6. до краја 4. века п. н. е., презентовано је у лесковачком крају са девет локалитета и сви су смештени у Лесковачком пољу, осим локалитета Змијин камен у Сакицолу (област између Пусте Реке и Радан планине).
Гвоздено доба IV у овој области чине локалитети који припадају хеленистичкој култури (локалитет Лусарије у Орашцу на западним обронцима Кршевице) и латенској култури. Латенска култура, према досадашњим налазима, заступљена је на простору југоисточне Србије од друге половине II века п. н. е. Локалитети који припадају латенској култури јесу: Извор у Бобишту, Шеварике у Чекмину, Јеричиште у Липовици, Двориште школе у Великом Трњану и Градац у Злокућану. Сви су равничарског типа, осим локалитета Градац у Злокућану које је градинског типа и налази се на ободу Лесковачког поља. Три равничарска локалитета смештена су у Лесковачком пољу, док се један налази у Лесковачком поречју. Ови налази латенске културе истоветни су налазима који припадају келтском племену Скордиска из Подунавља и Поморавља, па је извесно да и ти налази припадају култури Скордиска. Материјални остаци Скордиска у басену Јужне Мораве, заправо, потврђују писане изворе који наводе да су се Скордисци крајем 2. и у 1. веку п. н. е. проширили до Илирских, Пеонских и Трачких планина и да су са те територије сталним пљачкашким походима угрожавали суседну римску провинцију Македонију.
Пљачке и стална пустошења римске територије изазвали су бројне римске походе против њих. Занимљив је налаз републиканског денара Appuleiusa Saturniusa кованог 100. године п. н. е., нађен у слоју горења, на локалитету Скобаљић град код Вучја, који потиче из времена сталних сукоба Келта и Римљана, али који, уз локалитет Двориште сеоске школе у Великом Трњану, указује на долину Ветернице као важан комуникациони правац у то време.

#### Значајнији археолошки локалитети
- Хисар — остаци утврде на брду Хисар изнад Лесковца
- Зелен Град — Скобаљић Град
- Добра глава — недалеко од Лесковца; данас има остатака града
- Павлово Браниште — поред Лесковца, код села Слатина; данас има остатака града
- Трап — код Конопнице
- Градац — на природном узвишењу близу села Злокућани, код ушћа Јашуњске реке у Јужну Мораву
- Кале-Међа — Доње Бријање
- Кале-Гургец — Горње Бријање

### Средњи век
Све до појаве првих држава, на овој територији су живела племена у својим племенским организацијама и обичајима, те су ове крајеве настањивали Дарданци, Трибали, Авари, Келти и други народи. Кад су Римљани заузели Лесковачку котлину и проширили своју територију, они су на овој територији затекли и покорили Дарданце, који су овде имали пуно робова. Два значајна момента која су вредна помена римске владавине овим просторима јесу: први, појава конопље коју су гајили Дарданци, и, други, подизање утврђења на Хисару, где је касније основано најважније насеље из којег ће израсти Лесковац, Дубочица.
Римљани, Византинци, а од 6. и 7. век насељавају се Словени. Из тог периода пронађени су археолошки остаци на Хисару изнад Лесковца, на локалитету Градац код Злокућана, у Малој Копашници, у долини Слатинске реке, на потезу Кале код Грделице итд. На 30 km од Лесковца налази се велико археолошко налазиште из 6. века Царичин Град, а вредни проналасци и остаци се чувају у лесковачком градском музеју.
Словенске државе су се врло рано појавиле на територији Византије, тако да је и Лесковачка котлина рано ушла у састав немањићке државе. Научници тврде да се историја овога краја може сигурније пратити од 12. века, када је српски жупан Стефан Немања, који је под своју власт држао Топлицу, Ибар и Расину, од византијског цара Манојла I Комнина добио на поклон Дубочицу (како је вековима називана ова област) и заветовао му „Теби буди у потомству твојему по теби”, тако је Дубочица ушла у састав Рашке државе као самостална област (види: Битка на Морави (1190)). Најстарији записани помен Лесковца потиче из 14. века и тада се ово место описује као велико село. Из времена цара Душана и непосредно после тога поједина села у Дубочици па и сам Лесковац били су даривани манастирима: цар Стефан Душан, је 1348. године дао на поклон манастиру Хиландару село Лесковац. Током 1374. године Дубочица је ушла у састав области којом је управљао српски кнез Лазар, а 1395. године је монахиња Ефимија (монашко име Кнегиње Милице) са синовима Вуком и Стефаном дала Светогорском манастиру Светог Пантелејмона кућу и два човека у Лесковцу, што је први помен Лесковца као града.
Године 1412. турски султан Муса je оставио пустош у овом крају. Лесковац су први пут освојили Турци 1427. године, али је 1444. године ослобођен Сегединским миром. Војвода Никола Скобаљић је 1454. године са војском из Дубочице, до ногу је потукао турску војску која је кренула у поход на Ново Брдо. Неколико месеци касније на води Трепањи код Кислине, турска војска коју је лично предводио султан Мехмед II, поразила је устанике, а заробљеног војводу Скобаљића набила на колац. Од тог 16. новембра 1454. па све до 11. децембра 1877. Лесковац је био под турском влашћу.
- Калуп за израду медаљона и одливак у позитиву од керамике из 2—3. века. Потиче са локалитета Пазариштe у Малој Копашници
- Лампа од керамике из периода 2—4. век. Пронађена је током ископавања 2003. године на локалитету Камeнитица у Малој Копашници
- Остаци Царичиног града, археолошког локалитета из 6. века, смештеног на око 30 km од Лесковца
- Реконструкција Скобаљић града у виду макете. Налази се у оквиру тематске целине „Средњи век” нове сталне поставке Народног музеја у Лесковцу — „Времеплов лесковачког краја”

### Османско царство
Лесковац је одмах након освајања, 1455. године, постао део Крушевачког санџака. Током 15. и 16. века, иако под Турцима, Лесковац је био велика варошица, привредни и трговачки центар, познат по вашарима на којима су долазили људи из свих крајева Балкана. У летописима из 17. века помиње се панађур који је трајао петнаест дана. У периоду 1683—1689. године Лесковац је био захваћен аустријско-турским ратовима, а 1689. године је аустријска војска стигла до Лесковца и ослободила га. Бројни становници града ступили су у аустријску војску, рачунајући на скори крај њиховог ропства. Међутим, како се ситуација у рату преокренула, већи део становништва се, са људима из Македоније, Метохије и других крајева, бежећи испред Турака, заједно са Арсенијем III Чарнојевићем одселио и прешао Дунав и Саву.
Године 1787. седиште пашалука премештено је из Крушевца у Лесковац, што је знатно допринело бржем привредном развоју. Као центар тог великог лесковачког пашалука, који је обухватао целу територију бившег санџака Алаџи—Хисар (Крушевац) и Параћин. Лесковац је пред крај 18. века постао један од најзначајнијих градова у Османском царству. Француски географ Ами Боуе, 1837. године писао је да Лесковац има 3.000 кућа: 2.400 хришћанских, 500 турских, 30 циганских и 10 јеврејских, укупно 15.000 становника.
Године 1841. на простору нишке, лесковачке, пиротске и врањске нахије избила је Милојева и Срндакова буна (нишка буна, лесковачка буна) са циљем да се ослободи југоисточни део Србије. Устанак је био слабо организован и брзо је био сломљен што је довело до освете и прогона. За време владавине Турака, ово место је било седиште нахије по имену Дубочица.
Лесковац је 1858, према подацима професора Хана, био други по величини град у Србији: Београд је имао 22.000 становника, а одмах за њим Лесковац са 15.000 становника, док су највећи градови после њих били Ниш са 10.500, Крушевац са 7.000 и Крагујевац са 4.000 житеља. Године 1860. дошло је до сељачког револуционарног покрета, а као последица тога прокламован је Лесковачки закон, којим су били регулисани односи између земљопоседника и сељака, али ове одредбе нису усвојене.
У време Првог српског устанка у Лесковцу је погубљен кнез Стојан, то је утицало да се велики број Лесковчана придружи Карађорђевим устаницима, на челу устаника из лесковачког краја био је Стојанов син Момир Стојановић, војвода Илија Петровић Стреља, Никола Мандрда, Сава Дедобарски, Цветко Врановачки, Петар Џида и др. Устанак у лесковачком крају је угушен, а лесковачки Шевсудин Абди-паша је у Лесковцу погубио три стотине, а у околини неколико хиљада устаника.
Лесковац је ослобођен од Турака 11. децембра 1877. године, током Другог српско-турског рата 1877-1878. Никола Рашић је, са својим одредом и претходницом српске војске, ушао у Лесковац и држао говор ослобођеном народу. По налогу Врховне команде наставио је са организовањем устанка у правцу Власотинца, Рудара и Турековца. Николу Рашића, који је са добровољцима кренуо из ослобођеног Лесковца, дочекали су власотиначки устаници који су претходно разоружали 170 Турака. Залагањем кнеза Милана, министра Ристића и пуковника Лешјанина, успело се да Србији по Санстефанском споразуму (3. марта 1878) припадну Ниш и Лесковац, али не и остали ослобођени крајеви. Даљим напорима српске дипломатије обезбеђено је да се на Берлинском конгресу (12. јуна 1878) Србији доделе пиротски и врањски округ, као и Мали Зворник. Ослобађање од Турака, Лесковац је дочекао као један од највећих занатских и трговачких центара у Србији. Средином 19. века, бележи се да је Лесковац имао тринаест фабрика текстила, па је зато касније и добио надимак „Мали Манчестер”.
Након ослобођења, Лесковац почиње да се убрзано развија. Извршена је аграрна реформа, чиме су се изгубили спахилуци и господарлуци, те је земља прешла у руке сељака. Пруга је стигла у град 1886. године и повезала Лесковац са Београдом, Скопљем и Солуном. Град је у том периоду добио широке улице, основне школе за мушку и женску децу, гимназију, дрвене ћуприје, пијаце, тргове и сокаке. Током 1884. године је у селу Стројковцу надомак Лесковца основано прво предузеће за производњу гајтана у земљи, а десетак година касније, 1896. године, ова прва српска гајтанара престала је са радом, када је основана прва лесковачка фабрика вунених тканина. Индустријализација и развој условили су и пионирске подухвате, а један од њих одвио се 1903. године, свега три године од изградње прве хидроелектране у Србији, када је на реци Вучјанки подигнута хидроелектрана као друга у Србији, за чију изградњу је био задужен Ђорђе Станојевић. Лесковац је 1906. године добио фабрику сапуна, а пет година касније и прву металску радионицу. По причи, металска индустрија је почела тиме што је један Лесковчанин помогао једном јагодинском поткивачу који је измислио неку нову врсту потковице. Међутим, индустријски развој Лесковца имао је и своју другу страну, тако тадашњи медији извештавају о тешком положају лесковачких радника, међу којима се посебно истиче чланак из Радничких новина (1914), под називом "Мали мученици лесковачких фабрика".
Након ослобођења, Лесковац почиње да се убрзано развија. Извршена је аграрна реформа, чиме су се изгубили спахилуци и господарлуци, те је земља прешла у руке сељака. Пруга је стигла у град 1886. године и повезала Лесковац са Београдом, Скопљем и Солуном. Град је у том периоду добио широке улице, основне школе за мушку и женску децу, гимназију, дрвене ћуприје, пијаце, тргове и сокаке. Током 1884. године је у селу Стројковцу надомак Лесковца основано прво предузеће за производњу гајтана у земљи, а десетак година касније, 1896. године, ова прва српска гајтанара престала је са радом, када је основана прва лесковачка фабрика вунених тканина. Индустријализација и развој условили су и пионирске подухвате, а један од њих одвио се 1903. године, свега три године од изградње прве хидроелектране у Србији, када је на реци Вучјанки подигнута хидроелектрана као друга у Србији, за чију изградњу је био задужен Ђорђе Станојевић. Лесковац је 1906. године добио фабрику сапуна, а пет година касније и прву металску радионицу. По причи, металска индустрија је почела тиме што је један Лесковчанин помогао једном јагодинском поткивачу који је измислио неку нову врсту потковице. Међутим, индустријски развој Лесковца имао је и своју другу страну, тако тадашњи медији извештавају о тешком положају лесковачких радника, међу којима се посебно истиче чланак из Радничких новина (1914), под називом "Мали мученици лесковачких фабрика".

### Први светски рат
Почетком Првог светског рата у Лесковцу и околини одиграо се један од пресудних момената у току Битке на Морави (1915), познат као Лесковачки маневар (противнапад). Овај противнапад омогућио је повлачење главници српске војске правцем Прокупље—Лебане—Медвеђа—Приштина.
Током 1917. у селу Обилић (Бојник) подигнут је Јабланичко-Топлички устанак. Лесковац је у Првом светском рату ослобођен 7. октобра 1918. године.
На Видовдан 1922. су подигнути споменици палим браниоцима 1915, на брду Хисар, и жртвама Бугара у Араповој долини 1917, код цркве св. Илије.

### Међуратни период
Лесковац је до избијања Другог светског рата достигао свој зенит у привредном развоју и према подацима из 1938. године са 18.000 становника имао моћну текстилну индустрију, са развојем занатства и индустрије јача и банкарство, па је тако у Лесковцу деловало неколико банкарских завода. 
Пред почетак рата Лесковац је имао тринаест текстилних фабрика и као таква, вунена индустрија у Лесковцу са Вучјем и Грделицом представљала је 40% укупне југословенске текстилне индустрије. Поред тога, имао је 5 предузећа у металуршкој индустрији, по неколико стотина трговачких и занатских радњи, 7 новчаних завода са 37 милиона основног капитала и друга индустријска постројења. У око 40 већих и мањих предузећа радило је близу 3.000 радника, често у лошим животним условима.
Лесковачки срез је првобитно део Врањског округа, затим Нишке области 1922-29. и на крају Вардарске бановине.

### Други светски рат
Шестог и осмог априла 1941. године пале су прве бомбе око железничке станице, главне улице према Хисару, срушена је ливница „Сава” и аутотранспортно предузеће „Беговић и Ђокић”. Немци су 12. априла 1941. године ушли у Лесковац и окупирали га. Дана 11. октобра 1943. године у селу Ображда, формирана је Прва јужноморавска бригада, од јединица првог јужноморавског партизанског одреда, са укупно 570 бораца. Ноћу 10/11. јула 1944. на импровизовано узлетиште на Радан планини долетео је генерал Коча Поповић, у склопу припрема Топличко-јабланичке операције. На истој планини је 20. маја 1944. године формирана 21. српска дивизија НОВЈ. Првобитно основана као Прва Српска дивизија, поднела је главни терет у току Топличко-јабланичке операције, којом је отпочела Битка за Србију. Лесковац је 6. септембра 1944. био мета савезничког бомбардовања, када су амерички бомбардери Б29 — око 50 авиона — бомбардовали град и рушили читаве квартове. Лесковац је том приликом претрпео велико разарање. Никада није установљен тачан број погинулих и рањених, а процене се крећу од 2 до 4,5 хиљаде страдалих. Лесковац је 11. октобра 1944. године ослободила 47. српска дивизија НОВЈ, током Нишке операције 1944. године.

### Послератни период
Након рата, у Лесковцу наставља да се развија текстилна индустрија, која током 60-их и 70-их година доживљава процват, те су у граду одржавани сајмови текстила и текстилних машина. Привредна и економска рецесија захвата Лесковац почетком 90-их година 20. века услед догађања у окружењу. Током НАТО бомбардовања СРЈ 1999, Лесковац и околина су скоро свакодневно бомбардовани. У току једног налета, 12. априла 1999, погођен је железнички мост у Грделичкој клисури и путнички воз, који је у том тренутку прелазио преко моста. У овом нападу страдало је неколико десетина цивила.

## Демографија
Од 155.812 становника на територији града, Срба је 147.414, Рома 6.989, Црногораца 284, Албанаца 23 и осталих 1542. Сам град има 78.030 становника. Од тога је 36.060 млађих од 20 година, 15.353 старијих до 70, а тридесетак старијих од 90 година. Од укупног броја становника, према попису из 2002. године, у Лесковцу живи око 1000 жена више него мушкараца. Просечна густина насељености је 158 становника по квадратном километру.
Лесковац је седиште, највећи град и носилац развоја Јабланичког округа. Удаљен је од Лебана и Бојника 21 km, од Власотинца 16 km, Медвеђе 45 km и Црне Траве 58 km. Са центрима општина повезан је асфалтираним регионалним путевима.
|             | \| Демографија[71] \| Демографија[71] \| Демографија[71] \| \| Година \| Становника \| Становника \| \| --------------- \| --------------- \| --------------- \| \| 1948. \| 20.913 \| \| \| 1953. \| 24.553 \| \| \| 1961. \| 34.396 \| \| \| 1971. \| 45.478 \| \| \| 1981. \| 56.110 \| \| \| 1991. \| 62.053 \| 61.544 \| \| 2002. \| 63.185 \| 64.563 \| \| 2011. \| 60.288 \| \| \| 2022. \| 58.338 \| \| |            |
| Демографија | |            |
| Година      | Становника | Становника |
| 1948.       | 20.913 |            |
| 1953.       | 24.553 |            |
| 1961.       | 34.396 |            |
| 1971.       | 45.478 |            |
| 1981.       | 56.110 |            |
| 1991.       | 62.053 | 61.544     |
| 2002.       | 63.185 | 64.563     |
| 2011.       | 60.288 |            |
| 2022.       | 58.338 |            |

| Етнички састав према попису из 2002.‍ | Етнички састав према попису из 2002.‍ | Етнички састав према попису из 2002.‍ | Етнички састав према попису из 2002.‍ | Етнички састав према попису из 2002.‍ |
| ------------------------------------ | ------------------------------------ | ------------------------------------ | ------------------------------------ | ------------------------------------ |
|                                      |                                      |                                      |                                      |                                      |
| Срби                                 | Срби                                 |                                      | 57.661                               | 91,25%                               |
| Роми                                 | Роми                                 |                                      | 4.327                                | 6,84%                                |
| Црногорци                            | Црногорци                            |                                      | 223                                  | 0,35%                                |
| Македонци                            | Македонци                            |                                      | 168                                  | 0,26%                                |
| Југословени                          | Југословени                          |                                      | 108                                  | 0,17%                                |
| Бугари                               | Бугари                               |                                      | 57                                   | 0,09%                                |
| Хрвати                               | Хрвати                               |                                      | 56                                   | 0,08%                                |
| Албанци                              | Албанци                              |                                      | 20                                   | 0,03%                                |
| Словенци                             | Словенци                             |                                      | 15                                   | 0,02%                                |
| Муслимани                            | Муслимани                            |                                      | 12                                   | 0,01%                                |
| Руси                                 | Руси                                 |                                      | 8                                    | 0,01%                                |
| Мађари                               | Мађари                               |                                      | 8                                    | 0,01%                                |
| Словаци                              | Словаци                              |                                      | 4                                    | 0,00%                                |
| Немци                                | Немци                                |                                      | 3                                    | 0,00%                                |
| Чеси                                 | Чеси                                 |                                      | 2                                    | 0,00%                                |
| Украјинци                            | Украјинци                            |                                      | 2                                    | 0,00%                                |
| Румуни                               | Румуни                               |                                      | 2                                    | 0,00%                                |
| Русини                               | Русини                               |                                      | 1                                    | 0,00%                                |
| Горанци                              | Горанци                              |                                      | 1                                    | 0,00%                                |
| Бошњаци                              | Бошњаци                              |                                      | 1                                    | 0,00%                                |
| непознато                            | непознато                            |                                      | 244                                  | 0,38%                                |

| \| \| м \| \| \| ж \| \| ? \| 160 \| \| \| 192 \| \| 80+ \| 282 \| \| \| 430 \| \| 75—79 \| 583 \| \| \| 852 \| \| 70—74 \| 944 \| \| \| 1.308 \| \| 65—69 \| 1.568 \| \| \| 1.757 \| \| 60—64 \| 1.596 \| \| \| 1.824 \| \| 55—59 \| 1.518 \| \| \| 1.609 \| \| 50—54 \| 2.498 \| \| \| 2.616 \| \| 45—49 \| 2.629 \| \| \| 2.707 \| \| 40—44 \| 2.234 \| \| \| 2.512 \| \| 35—39 \| 2.115 \| \| \| 2.293 \| \| 30—34 \| 2.038 \| \| \| 2.148 \| \| 25—29 \| 2.222 \| \| \| 2.389 \| \| 20—24 \| 2.346 \| \| \| 2.387 \| \| 15—19 \| 2.392 \| \| \| 2.313 \| \| 10—14 \| 2.083 \| \| \| 2.007 \| \| 5—9 \| 1.889 \| \| \| 1.597 \| \| 0—4 \| 1.660 \| \| \| 1.487 \| \| Просек : \| 36,8 \| \| \| 38,8 \| |       |  |  |       |
| |       |  |  |       |
| | м     |  |  | ж     |
| ? | 160   |  |  | 192   |
| 80+ | 282   |  |  | 430   |
| 75—79 | 583   |  |  | 852   |
| 70—74 | 944   |  |  | 1.308 |
| 65—69 | 1.568 |  |  | 1.757 |
| 60—64 | 1.596 |  |  | 1.824 |
| 55—59 | 1.518 |  |  | 1.609 |
| 50—54 | 2.498 |  |  | 2.616 |
| 45—49 | 2.629 |  |  | 2.707 |
| 40—44 | 2.234 |  |  | 2.512 |
| 35—39 | 2.115 |  |  | 2.293 |
| 30—34 | 2.038 |  |  | 2.148 |
| 25—29 | 2.222 |  |  | 2.389 |
| 20—24 | 2.346 |  |  | 2.387 |
| 15—19 | 2.392 |  |  | 2.313 |
| 10—14 | 2.083 |  |  | 2.007 |
| 5—9 | 1.889 |  |  | 1.597 |
| 0—4 | 1.660 |  |  | 1.487 |
| Просек : | 36,8  |  |  | 38,8  |

| Година пописа     | 1948. | 1953. | 1961. | 1971.  | 1981.  | 1991.  | 2002.  |
| ----------------- | ----- | ----- | ----- | ------ | ------ | ------ | ------ |
| Број домаћинстава | 5.688 | 6.662 | 9.484 | 13.048 | 16.527 | 18.497 | 20.639 |

| Број чланова      | 1     | 2     | 3     | 4     | 5     | 6   | 7   | 8  | 9  | 10 и више | Просек |
| ----------------- | ----- | ----- | ----- | ----- | ----- | --- | --- | -- | -- | --------- | ------ |
| Број домаћинстава | 3.123 | 4.903 | 4.325 | 5.586 | 1.688 | 757 | 182 | 42 | 21 | 12        | 3,06   |

| Пол    | Укупно | Неожењен/Неудата | Ожењен/Удата | Удовац/Удовица | Разведен/Разведена | Непознато |
| ------ | ------ | ---------------- | ------------ | -------------- | ------------------ | --------- |
| Мушки  | 25.125 | 7.128            | 16.395       | 992            | 580                | 30        |
| Женски | 27.337 | 5.899            | 16.561       | 3.558          | 1.286              | 33        |
| УКУПНО | 52.462 | 13.027           | 32.956       | 4.550          | 1.866              | 63        |

| Пол    | Укупно                    | Пољопривреда, лов и шумарство | Рибарство                            | Вађење руде и камена | Прерађивачка индустрија       |
| ------ | ------------------------- | ----------------------------- | ------------------------------------ | -------------------- | ----------------------------- |
| Мушки  | 11.555                    | 229                           | 0                                    | 3                    | 3.123                         |
| Женски | 8.970                     | 116                           | 0                                    | 6                    | 2.560                         |
| Укупно | 20.525                    | 345                           | 0                                    | 9                    | 5.683                         |
|        |                           |                               |                                      |                      |                               |
| Пол    | Производња и снабдевање   | Грађевинарство                | Трговина                             | Хотели и ресторани   | Саобраћај, складиштење и везе |
| Мушки  | 376                       | 742                           | 2.110                                | 299                  | 886                           |
| Женски | 129                       | 173                           | 1.553                                | 227                  | 462                           |
| Укупно | 505                       | 915                           | 3.663                                | 526                  | 1.348                         |
|        |                           |                               |                                      |                      |                               |
| Пол    | Финансијско посредовање   | Некретнине                    | Државна управа и одбрана             | Образовање           | Здравствени и социјални рад   |
| Мушки  | 132                       | 155                           | 1.054                                | 550                  | 631                           |
| Женски | 179                       | 122                           | 491                                  | 773                  | 1.537                         |
| Укупно | 311                       | 277                           | 1.545                                | 1.323                | 2.168                         |
|        |                           |                               |                                      |                      |                               |
| Пол    | Остале услужне активности | Приватна домаћинства          | Екстериторијалне организације и тела | Непознато            | Непознато                     |
| Мушки  | 446                       | 1                             | 1                                    | 817                  | 817                           |
| Женски | 228                       | 3                             | 1                                    | 410                  | 410                           |
| Укупно | 674                       | 4                             | 2                                    | 1.227                | 1.227                         |

### Административна подела
Лесковац је административно подељен на 14 месних заједница:
- МЗ Анчики
- МЗ Дубочица
- МЗ Центар
- МЗ Хисар
- МЗ Ветерница
- МЗ Морава
- МЗ Прва јужноморавска бригада
- МЗ Раде Жунић
- МЗ Марко Црни
- МЗ Коста Стаменковић
- МЗ Вељко Влаховић
- МЗ Милентије Поповић
- МЗ Стојан Љубић
- МЗ Моша Пијаде

Премда неки и Бобиште сматрају месном заједницом и делом града, према званичним статистичким подацима оно се издваја као засебно насељено место.

## Религија
Црквена општина Лесковац налази се у склопу Епархије нишке. Градска слава датира још од постанка града и заштитник града је Света Тројица, тачније дан духовски понедељак, тако да се сваке године одржава свечана литија градом на челу са Његовим Преосвештенством Владиком Нишким.
Град Лесковац има три духовна објекта и четврти је у изградњи. Катедрални Храм или Саборна црква Свете Тројице изграђена је 1931. године и њеном освештању и свечаном отварању присуствовао је краљ Александар и Његова Светост Патријарх Српски Варнава. Цркву је пројектовао руски архитекта Василиј Михаилович Андосов, док је унутрашњост осликао руски уметник живописао Андреј Биценко. Иако црква у неким својим деловима подсећа на цркву манастира Грачаница, она је због своје моравске декоративности и китњастости, косовско-метохијске елевације са пет кубета и најмање присутних рашких елемената, у пластици и облику портала проглашена за споменик културе и под заштитом је државе.
У оквиру црквене порте ове саборне цркве налази се стара црква посвећена рођењу пресвете Богородице (Мала Госпојина) саграђена 1803. године. Црква је специфична по томе што има оџак па се и назива црква Оџаклија. Према легенди, оџак на цркви је настао због тога што Турци у Лесковцу нису дозвољавали мештанима зидање храма, па су хришћани обманули Турке, рекавши им да зидају кућу за свештеника, због чега и грађевина има оџак.
Трећи храм посвећен је Светом Пророку Илији и налази се на једној од падина градског брда Хисар изнад градског гробља. Храм је завршен и освећен 1889. године, а подигнут је на месту старије камене цркве из средњег века. Црква Светог Илије је изграђена у националном стилу са основом у облику слободног крста са куполом над центром крста. Живописана је 1936. године, а живопис је радио Драгољуб Стојановић из Алексинца. Иконе је осликао српски академски сликар Живко Југовић, док је сам иконостас, један од највреднијих делова ове цркве, рад непознатог зографа из Дебра или Велеса. Поред цркве налазио се дрвени звоник подигнут 1889. године који је 1977. године замењен зиданом звонаром, као и парохијски конак изграђен 1972. године, а освећен наредне, 1973. године. Сама црква је обновљена 1976. године, када је рестаурирана фасада и уређена унутрашњост цркве. Око цркве се налази градско, Светоилијско гробље на коме је сахрањивање отпочело још 1894. године.
Четврта црква је посвећена Светом Симеону Мироточивом и налази се у градском насељу Дубочица. Градња цркве отпочела је 2005. године, када освештен простор на коме ће црква бити изграђена и постављен крст. Црква је 2013. године добила звоно, док су 2018. године градоначелник Лесковца, Горан Цветановић, и начелник Јабланичког округа, Божидар Стојиљковић, донирали по 1.000 евра за осликавање унутрашњости цркве.
Поред ових цркава, у граду постоји и параклис Светог Нектарија Егинског, који је донацијом грађана изграђен у кругу лесковачке болнице.
Уз ове православне богомоље, у Лесковцу постоји и протестантска еванђеоска црква, изграђена 1953. године у самом центру Лесковца. У оквиру цркве функционишу духовни центар „Светло“ где су верници већином Срби и „Заједница Рома“ где су верници већином Роми.
- Стара црква Свете Богородице (Црква Оџаклија)
- Саборна црква Свете Тројице
- Црква Светог Илије
- Параклис Светог Нектарија Егинског у лесковачкој болници
- Црква Светог пророка Илије
- Црква Светог Симеона Мироточивог
- Протестантска еванђеоска црква у Лесковцу

Поред ових верских објеката, вредна помена је и неколицина манастира и цркава који се налазе у непосредној околини Лесковца, а који се данас налазе на списку споменика културе Србије. На пар километара од Лесковца у селу Рударе налази се манастир Рударе са црквом Свете Петке, која представља византијску базилику из 5. века и самим тим најстарији је храм у лесковачком крају. Такође је важна и црква Светог Николе у приградском селу Доњем Стопању. У ове две приградске цркве сахрањивани су се стари Лесковчани до 1878. године, када је након ослобађања од Турака направљено гробље Шпитаљ у самом граду.
Два стара манастира у лесковачкој околини помињу се први пут у турском дефтеру из 1516. године, али се не зна тачна година њихове изградње. Први је Манастир Чукљеник смештен у истоименом селу, док је други Ораовачки манастир у селу Ораовица код Грделице. Манастир Чукљеник, у то време Накривањски манастир (пошто је данашњи Чукљеник био део села Накривањ), имао је цркву Светог Николе, која је порушена 1575. године, али је манастир убрзо обновљен, да би 1786. године у порти била изграђена и црква Успења Пресвете Богородице, а непосредно поред црквене порте налази се и добро очувана манастирска воденица, такође из 1786. године. За Ораовачки манастир се верује да потиче из српског средњег века, на основу фреске Симеон Сербски која се налази на северном зидном платну у капели Св. Прокопија, за коју је научно доказано да је олтарни део неког старијег манастира. Манастир је током векова више пута обнављан, а у оквиру манастира је у 19. веку регистрована школа манастирског типа чији почеци датирају из 18. века.
На планини Бабичка гора, између села Голема Њива и Јашуња, налазе се Јашуњски манастири — манастир Светог Јована Крститеља и манастир Ваведења Пресвете Богородице —, споменици културе Србије. Први је саграђен 1517. године на месту старијег храма из доба Немањића. Храм је изграђен као једнобродна, полуобличасто засведена богомоља, а у унутрашњости постоје живописи из различитих периода, од којих је најстарији сачувани слој из 1524. године. Манастир Ваведења Пресвете Богородице је нешто старији — саграђен је 1499. године, женски је манастир (за разлику од претходног) и представља последњи модел рашке школе. У њиховој непосредној близини, у селу Бабичко, налази се још један средњовековни манастир — манастир Бабичко, подигнут у 16. веку. Манастир такође представља културно добро, а комплекс сачињава манастирска црква посвећена Силаску Светог Духа на апостоле, звоник, стари конак из 19. века и нови конак саграђен 2006. године.
У околини Лесковца постоји још један манастир из 16. века — Козарски манастир у селу Козару. Манастирска црква живописана је током 17. века, а у порти се налазе остаци конака и црквене школе из истог периода. Манастир располаже богатом збирком руских црквених књига из 17. и 18. века. Црква Рођења Светог Јована Крститеља, саграђена 1938. године, налази се у Вучју и представља задужбину раније поменуте породице Теокаревић, заслужне за оснивање текстилне индустрије у Лесковцу. Значајна је такође и црква Свете Петке у Кумареву, средњовековна црква која те такође први пут помиње у турском дефтеру из 1516. године, а изграђена је вероватно мало пре тога. Црква је карактеристична по томе што је укопана у земљу, пошто у турско доба српском живљу није било дозвољено да зидају висока здања. Поред ове, налази се и новија црква Свете Петке саграђена 1933. године.
- Манастир Рударе
- Манастир Светог Јована у Јашуњи
- Манастир Чукљеник
- Ораовачки манастир
- Црква Светог Јована у Вучју
- Стара црква Свете Петке у Кумареву

## Култура
Лесковац је привредни и културни центар Јабланичког округа у чијем су саставу општине Бојник, Медвеђа, Лебане, Власотинце и Црна Трава, као и насеља градског типа Вучје, Грделица. Према Закону о територијалној организацији Републике Србије од 28. децембра 2007, Лесковац је добио статус града.
У Лесковцу се налази Народна библиотека Радоје Домановић која је настала из Градске читаонице основане 1869. године. Библиотека је 1961. године одређена за матичну библиотеку Јабланичког округа и, поред централе у Лесковцу, у њеном саставу су и одељења у Печењевцу, Брестовцу, Турековцу, Грделици, Предејану и Вучју. Библиотека данас поседује преко 80.000 књига и других публикација распоређених у различите секторе, међу којима су позајмно и дечје одељење, фонд стране књиге, као и завичајно одељење које је основано 2012. године као легат и које носи име по Николају Тимченку и броји преко 15.000 наслова.
У Лесковцу је од 1920. до 1948. постојао биоскоп „Славуј”. Некадашња Палата Калодерма, седиште фабрике сапуна и козметике, претворена је 1981. године у Дом културе „Жика Илић Жути”, потом у Дом културе Лесковац, а од 2002. године овде се налази Лесковачки културни центар. Лесковачки културни центар је организатор великог броја стручних научних скупова, ликовних колонија и фестивала чиме доприноси повећању културне активности града Лесковца, а у згради се налази и биоскопска сала и позоришна дворана са 160 места.
Године 1896. основана је прва позоришна трупа, названа „Грађанско позориште Југ Богдан”. Трупу је основао српски књижевник Радоје Домановић који је у то време био професор Лесковачке гимназије, а трупа је са радом престала већ 1898. године, када је Домановић напустио Лесковац. Прво професионално позориште основано је 1926. године, које је такође убрзо престало са радом, али је 1934. године основано Академско, а оно је функционисало се до почетка Другог светског рата. Након ослобођења Лесковца, основана је драмска секција која је касније прерасла у Народно позориште, а које је и данас активно. Зграда позоришта је реновирана 2014. године, по оригиналним нацртима из 1930. године, када је на истом месту подигнут „Соколски дом”. Позориште је капацитета 278 седишта.
Вила Теокаревић се налази у лесковачком селу Вучје. Обнову оронуле виле некадашњем текстилног магната, отпочео је град током 2024.

### Музеји
У Лесковцу је 2. маја 1948. године основан Народни музеј, који се састојао из три одељења — етнографско-археолошког, смештеног у згради Боре Димитријевића Пиксле у Улици учитеља Јосифа број 6, затим народноослободилачке борбе са радничким покретом, које се налазило у улици Радоја Домановића, и Музеја текстилне индустрије у оближњем селу Стројковцу. Главна зграда музеја била је Кућа Боре Димитријевића Пиксле, саграђена средином 19. века и данас представља прави пример куће балканског стила. У Кући се од 2002. године налази стална поставка која представља реконструкцију куће с краја 19. и почетка 20. века у Лесковцу.
Музеј се затим преселио у нову зграду 10. маја 1974. године, чиме је отворена могућност за развој музејске делатности, а данас у свом саставу има више одељења и то за археологију, историју, историју уметности, етнологију, конзервацију и израду сувенира. У склопу музеја налазе се стална поставка, галерија, сала за научне скупове и стручна библиотека са преко 14.000 наслова. Поред тога, део музеја чине и издвојени објекти: Градска кућа, Музеј текстилне индустрије у селу Стројковцу, Спомен-кућа Косте Стаменковића и археолошки локалитет Царичин град који се налази тридесетак километара западно од Лесковца, близу Лебана.
- Шоп Ђокићева кућа
- Народно позориште у Лесковцу
- Кућа Боре Димитријевића Пиксле, зграда у којој је првобитно био смештен Народни музеј
- Кућа Косте Стаменковића
- Унутрашњост Народног музеја
- Гимназија у Лесковцу
- Народна библиотека Радоје Домановић

### Обичаји и ношња
У лесковачком крају постојали су и карактеристични обичаји. Један од њих је био коледарски обичај који се спроводио за време Божића, од 2. до 6. јануара. Поворка обучена у коледарске маске ишла је од куће до куће. Циљ је био да се благосиља напредак и благостање свакој кући. Поред њега, био је чест и градски обичај зван чешљанка — то је био део свадбеног обичаја који се изводио четвртком, непосредно пре свадбеног весеља. Радња се дешавала у кући младе (девојке). Овој свечаности присуствовале су само жене (од мушкараца само музичари). Тада се доносила сва спрема за младу за свадбу, звале се пријатељице, или оне жене које неће бити позване на свадби, те служило слано и слатко пециво и пиће.
Ношња из овог краја има исте елементе као и Шумадијска, али је знатно једноставнија у погледу израде, готово цела је од вуне, тамнијих боја. И таква је ипак богата ручним радом. Карактеристичне су сукње „футе” — ручно ткане у низу варијанти боја и шара. Мушка ношња се састоји од тамних панталона, тканица, беле кошуље и тамног јелека, на глави се носи црна шубара, а на ногама кожни опанци. Код девојака се ношња састоји од сукње „футе”, шарене прегаче, беле хаљине са везом и тамног јелека. На глави се носе убрађене беле мараме, а на ногама кожни опанци.

### Лесковачки говор
Лесковац је познат, као и цела јужна Србија, по специфичном лесковачком говору, иначе тај говор је део призренско-тимочког дијалекта. Говорни језик лесковачког краја представља архаични облик српског језика формираног после језичке реформе коју је извео Свети Сава, са касније насталим променама утицајем метанастазичког кретања вардарско-моравске струје са југа и ширењем Шопова са истока. Потврђено је постојање релевантних сличности лесковачког говора и званичног језика деспотовине за време Стефана Лазаревића, на којем су писани закони. Од тог периода, говорни језик овог краја у већој мери је очувао старе речи и старе језичке облике, мада није у потпуности остао непромењен. Након пропасти српске деспотовине, дошли су утицаји са југа и донекле са истока: из врањске и кумановске области, са Овчег поља, из централне и западне Македоније и из Шоплука, који захвата широку зону западне Бугарске. Лесковачки говор је такође попримио знатан број речи током османске владавине.

Пример промене именице човек на лесковачком говору
Номинатив: човек

Генитив: од човека

Датив: на човека

Акузатив: човека

Вокатив: човече

Инструментал: с'с човека

Локатив: од човека

Једна од главних морфолошких карактеристика лесковачког говора јесте веома упрошћена промена именица. Наиме, постоје само три падежа — номинатив, акузатив и вокатив, док остали падежи немају свој карактеристичан облик, већ се граде уз помоћ одређених предлога који стоје уз општи падеж — акузатив.
Компарација придева је још једна ствар по којој се говор овог краја разликује од читавог српског језика. Наиме, у говорном језику компарација добија још један стадијум, непознат српском књижевном језику. Први и други степен компарације граде се тако што се испред основног облика придева дода предлог по, за компаратив, односно нај за суперлатив, а сам придев остаје непромењен и задржава облик позитива. Тако се јављају облици за придев кисел — покисел — најкисел — цивор (од нај кисело - покисело), горчив — погорчив — најгорчив — терјаћ (од нај горчив - погорчив), љут — пољут — најљут — биљор (од нај љуто - пољуто).
Када је реч о фонетским карактеристикама, издваја се појава изразитог гласа за који у српској азбуци не постоји знак, а који се чује као оштро з или дз (исти глас се јавља у македонском језику у истим речима као и у лесковачком дијалекту). Јавља се у речима дзвезда (звезда), дзвирка (звирка), дзвоно (звоно), дзивла (слинавица), дзива (слина), дзвер (звер), дз'вни (одјекује) и др. Поред тога, појављују се полугласници који су у српском језику вокализовани у правцу самогласника а. Полувокали се чују као редуковано/кратко а, а примери су уб’в мом’к, голем л’жов, к’д гра, к’д пасуљ, к’л’б, л’к. Један од разлога опстанка полугласника је тај што у овом крају у говору није дошло до промене л у о, па се јављају облици као што су ор'л, кот'л, з'лва, б'л'г'за. Такође у глаголском придеву се на крају речи, уместо л јавља ја: дошеја, паднуја, стануја, нестануја. У лесковачком говору нема сугласника х — леб (хлеб), оће (хоће), ладиш (хладиш) —, а сугласничка група хв прешла је у ф: фаћај (хватај), фала (хвала), уфати (ухвати). Уз то, глас т се губи на крају речи, па се јављају облици младос, старос, болес, крс, слас, час.
Одломак, текст на дијалекту Добривоја Каписазовића:

И’, бре тија стари Лесковчани!

(...) Нема, бре, да чујеш к’ко пре, да се сĺлте од њи збори: трговац из Лесковац, Манчестерац. Из српски Манчестер, индустријалац. И куде мрднеш, ће нађеш Лесковчанина. Беоше се размилели по целу нашу земљу, по трговију, па и по бел свет. А у Београд: индустријалац Лесковчанин, а у Скопље, а у Куманово, у Битољ, у Карловац и куде ти не, они стварав индустрију, зидав фабрике, млинови... И тргују, тргују и на големо и на мало. И од њи се збореше млого. А и куде да отидну, одма ги познав: фрљав се с падежи. И Лесковац беше расја: индустрија, фабрике онолико. Пуно оџаци изникли, па се само пушив. А трговина? Тој си је па башка прича. Умејаше да тргују. И приче од њи свуд се причашев, те овакви су те онакви: једев паприке, па зидав фабрике! И, истин, тој си бев све ем-ем човеци!... Ем, радише! Ем, штедише! Од памтивек конопљари, кудељари. Ем, трговци, извозници, увозници, шпекуланти! Ем, индустријалци, фабриканти!...
Као саставни део карактеристичног говора, подручје Лесковца има и своје познате изворне песме испеване на локалном дијалекту, међу којима су Дуде, бело Дуде, Што си Лено на големо, Славуј пиле не пој рано, Кад ја имам коња врана, Море врћај коња, Цвето, мори, Цвето, Зашто Сике, зашто. Поред тога, ту су и лесковачке игре и музичке нумере попут Лесковачке четворке, Власинке, Беле Раде, Чачка, Ситног чачка, Бугарчице и Лесковачког звиждука.

## Образовање
Јован Павловић помиње се као први учитељ у Лесковцу, и то за време Другог српског устанка. Он је држао часове само богатијим грађанима, док се као први учитељ који је радио са ђацима помиње Даскал Дача, а њега је наследио поп Ђорђе, који је радио по манастирском методу.
У Лесковцу је од 1856. до 1868. године радио као учитељ Симеон Андон Софијанац, кога је заменио најпознатији лесковачки учитељ из турског периода, Јосиф Костић. Пре преласка на модерну наставу, у Лесковцу је радила Ча Митина школа у којој су учитељи била Ча Мита Николић и Бата-Ђорђе Петровић. Њихови предмети су се звали: буквар, часловац, псалтир, требник и Пресад мудрости.
Ленка Крстић је пре ослобођења овог краја од Турака основала прву женску школу у овом крају, а 1890. године почела је са радом и Ткачка школа, по одобрењу Министра народне привреде, а њен први управник био је Чех Алојз Шкарка.
Женска подружница у Лесковцу је основана 1892. године, а две године касније основана је и Женска радничка школа. У Лесковцу је на предлог Министара просвете Милана Ђ. Милићевића, основана Гимназија 1879. године. За директора је постављен Милош Милојевић на чију иницијативу је 1895. године завршена нова зграда Гимназије. Зграда је срушена у бомбардовању 1944. године.
При Пољопривредној станици 1904. године основана је двогодишња практична школа за обуку сељака, а пет година касније, 1909. године, основане су још две школе — занатлијско-трговачка за калфе и празнично вечерња за неписмене младиће.
У Лесковцу, поред великог броја основних и средњих школа, постоје две више — Економска и Текстилна — и један факултет — Технолошки, који образује студенте у саставу Нишког универзитета. Постоји и Центар за стручно усавршавање у образовању у Лесковцу.
Данас у Лесковцу постоје следеће одгојно-образовне установе:
- Факултети и више школе:
  - Технолошки факултет
  - Виша техничка текстилна школа
  - Виша економска школа, садашња Висока пословна школа струковних студија
- Средње школе:
  - Гимназија
  - Медицинска школа
  - Школа за текстил и дизајн
  - Економска школа „Ђука Динић”
  - Хемијско-технолошка школа „Божидар Ђоршевић-Кукар”
  - Пољопривредна школа
  - Трговинско-угоститељска школа
  - Техничка школа „Раде Металац”
  - Музичка школа „Станислав Бинички”
- Основне школе:
  - ОШ „Јосиф Костић”
  - ОШ „Коста Стаменковић”
  - ОШ „Петар Тасић”
  - ОШ „Светозар Марковић”
  - ОШ „Трајко Стаменковић”
  - ОШ „Васа Пелагић”
  - ОШ „Вожд Карађорђе”
  - ОШ „Вук Караџић”
  - Школа за основно и средње образовање „11. октобар”
  - Школа за основно образовање одраслих „Доситеј Обрадовић”

- Технолошки факултет
- Висока пословна школа струковних студија
- Техничка школа Раде Металац
- Музичка школа „Станислав Бинички”
- ОШ Вук Караџић
- ОШ „Светозар Марковић”

## Привреда
Привреда целог Јабланичког округа је у фази стагнације последњих 20 година, иако је и у претходним периодима знатно заостајала за другим деловима земље, тако да много теже пролази кроз процес реструктурирања. Овај регион, као дугогодишње неразвијено подручје, протеклих година показује тенденције још наглашенијег заостајања. Измена привредне структуре и прилагођавање савременим тржишним условима привређивања одвија се доста споро, са недовољно успешно спроведеним процесом приватизације. Подручје није довољно привлачно за инвеститоре (стране и домаће), па тако недостају већа улагања у модернизацију, техничку опремљеност локалних фирми и на тај начин значајније покретање привредног развоја. У целини посматрано, привреда овог подручја је ушла у фазу депресије и рецесије са вишеструким негативним резултатима: знатан пад друштвеног производа, висока стопа незапослености, застарелост опреме, неликвидност, ниска продуктивност и ефикасност. Ниво развијености Лесковца (национални доходак по становнику) износи свега 49,2% од републичког просека.
Привреду Лесковца одликује доминација пољопривредне делатности (око 25% укупног дохотка и око 15% пољопривредног становништва) и индустрије (око 30%) која је углавном сконцентрисана у самом граду. Лидери привредног развоја у оквиру Лесковца, па и самог Јабланичког округа, јесу фармацеутска индустрија „Здравље Актавис”, текстилне фирме „Фалке“ и „Џинси“, компанија „Јура“, хемијска индустрија „Невена”, прехрамбени комплекси „Месокомбинат” и „Млекара Лесковац”, као и пољопривредна фирма „Поречје” из Вучја. Делатности услуга, саобраћаја и осталих сектора (посебно туризма) нису довољно развијене, у односу на могућности. Доминирају мала и средња, као и микро предузећа и предузетници са малим бројем запослених лица. Уочљиво је заостајање њиховог нивоа развоја у односу на просечне вредности у Републици Србији, на нивоу Јабланичког округа свега 21,5%.
Лесковац је у прошлости имао изузетно развијену привреду, махом захваљујући текстилној индустрији, због које је у међуратном периоду Лесковац често био називан Мали Манчестер, када је био један од водећих индустријских центара у земљи. Године 1884. у селу Стројковцу надомак Лесковца основано је прво предузеће за производњу гајтана у земљи, а један од оснивача био је Мита Теокаревић. Десетак година касније, 1896. године, ова прва српска гајтанара престала је са радом, када је Мита Теокаревић учествовао у оснивању прве лесковачке фабрике вунених тканина, у којој је остао до 1920. године. Након тога је посао препустио својим синовима, који су касније били главне личности текстилне индустрије у периоду између два светска рата. Они су 1921. године отворили велику фабрику штофа у Параћину, једну од највећих у средњој Европи. Фабрика је основана у оквиру фирме Влада Теокаревић и комп., чији је део била и фабрика у Вучју, основана 1934. године, као и бројне продавнице штофа у Београду. После Другог светског рата, судском одлуком Компанија је прешла у државну својину, а потом у друштвену својину, и добила име „Бранко Крсмановић”. Прва гајтанара отворена у Стројковцу је 1954. године претворена у музеј текстилне индустрије.
Поред ове, у Лесковцу су постојале и друге фабрике које су се бавиле текстилном индустријом, међу којима и фабрика „Глигорије Петровић и комп”, која је од 1045. године пословала у друштвеној својини под називом ТИ „Коста Стаменковић”, као и фабрика кудељних и памучних производа основана 1904. године, а која је припадала концерну „Косте Илића и синова” и која је после конфискације пословала као предузеће „Зеле Вељковић”.
- Зграда прве српске гајтанаре у селу Стројковцу која је средином 20. века претворена у Музеј текстила
- Поставка Музеја текстилне индустрије у Стројковцу
- Зграда текстилне индустрије у Вучју
- Печати предузећа „Напредак”. Део су збирке „Историја Лесковца од 1945. године” Народног музеја у Лесковцу
- Штафета фирме „Градитељ” из Лесковца. Део је збирке „Историја Лесковца од 1945. године” Народног музеја у Лесковцу

Уз текстилну, Лесковац је у међуратном периоду имао и развијену металопрерађивачку индустрију, са неколико већих предузећа која су пословала до Другог светског рата; штампарску индустрију са четири велика штампарска предузећа; те хемијску индустрију, посебно индустрију гуме и гумене робе, као и индустрију козметике. Позната и велика фабрика сапуна Јабланица, чији су власници били Јован Влајчић, а касније његови синови, радила је до Другог светског рата, након чега се у тој згради налазила фабрика Невена, затим читаоница па продавница. Данас се у тој згради, познатој као Палата Калодерма, налази Лесковачки културни центар.
По завршетку Другог светског рата, са доласком на власт Комунистичке партије, променио се начин управљања ресурсима у Југославији. Индустрија је национализована, а потом прерасподељена на територији целе земље према приоритетима Комунистичке партије. Ова промена је представљала за Лесковац жесток ударац. Стиче се утисак да се град никад није од њега опоравио, с обзиром да статус великог индустријског центра никада није успео да поврати.

### Туризам
Окосница туризма у Лесковцу је Туристичка организација Лесковац (ТОЛ), која се бави организацијом, развојем и унапређивањем туризма на територији општине Лесковац. Туристичка организација се налази у Шоп Ђокићевој кући, националном споменику културе са почетка 19. века, смештеном у самом центру града. Кућа Шоп Ђокића на јединствен и карактеристичан начин осликава турски период у Лесковцу и изграђена је у стилу грађанске архитектуре 19. века.
Свакако једна од ствари по којој је Лесковац међународно познат јесте роштиљ, а главна манифестација посвећена овој врсти хране јесте Лесковачка роштиљијада која се традиционално одржава у центру града већ 30 година, сваке последње недеље у августу. Поред роштиља, Лесковац је познат и по ајвару, лесковачком возу, српжи, лесковачкој мућкалици и другим кулинарским специјалитетима, од којих су роштиљ и ајвар проглашени за бренд Србије. Уз Роштиљијаду, значајни догађаји који се организују у Лесковцу су Лесковачки интернационални филмски фестивал — LIFFE, Лесковачки карневал и Лесковачко лето.
Културне манифестације
Роштиљијада представља светски фестивал роштиља и специјалитета са скаре који се у Лесковцу одржава већ 30 година. Прва Роштиљијада одржана је 11. октобра 1990. године поводом победе над фашизмом, а од 2001. године ова манифестација се одржава сваке последње недеље августа и прве недеље септембра. Манифестација је посвећена лесковачком роштиљу, кулинарском специјалитету по ком је град изузетно познат и који је проглашен за српски бренд. Роштиљијада је аутентични и један од највећих и најпосећенијих фестивала роштиља и меса у Европи. Манифестација сваке године окупља преко 500.000 посетилаца што из Србије, што из иностранства и тиме се сврстава у сами врх туристичких приредби у Србији. Године 2018. оборен је рекорд у броју посета током једне вечери, када је на манифестацији било преко 80.000 људи, од чега је половина присуствовала концерту фолк певачице Драгане Мирковић. Роштиљијаду прати низ културно-забавних догађаја, као што су изложбе, концерти, наменске тематске вечери и разна такмичења. Сваке године, на Роштиљијади се традиционално одвија справљање највеће пљескавице за Гинисову књигу рекорда, а 2018. године је трочлани тим оборио сопствени рекорд направивши пљескавицу тешку 66 килограма и 100 грама.
Лесковачки интернационални филмски фестивал — LIFFE организује се од 2007. године и одржава сваког августа, недељу дана пре Роштиљијаде. Главни организатор је Лесковачки културни центар, а ово је једини фестивал у Србији на ком се додељују три награде за режију и две глумачке награде. Главна награда носи име по истакнутом српском редитељу Живојину Жики Павловићу, а поред ње је устаљена и значајна награда „Златни лешник”. Током јубиларног десетог издања фестивала 2017. године, награда „Живојин Паловић” уручена је Емиру Кустурици за афирмацију филмске уметности у свету.
Лесковачки карневал одржава се од 2006. године. Иако без дуге традиције, Лесковац је уврштен у Федерацију европских карневалских градова што говори о доброј организацији и квалитету програма. Од стране Удружења карневалских градова Србије изабран је за најбољи карневал у Србији. Током трајања карневала грађани и посетиоци Лесковца имају прилике да виде разне карневалске групе из више земаља. Одржавају се многе изложбе, маскенбали, дефилеи променадних оркестара, мажореткиња, карневал кућних љубимаца, фестивал ватре, концерти, позоришне представе, спортска дешавања и много другог садржаја. Цео град постаје велика позорница која окупља скоро 3.000 учесника.
Поред карневала, сваке године се у Лесковцу, у другој половини јуна, организује фестивал под називом Лесковачки летњи фестивал. Лесковачко лето, како се фестивал раније звао, организује се већ више од 20 година, а у једном периоду била је најдужа манифестација у Србији, у трајању од 21 дан са преко 5 сати програма дневно. Лесковачко лето прате турнири у малом фудбалу и уличном баскету, модне ревије, изложбе слика, ручних радова, цвећа, птица и ревије паса свих раса.
- Роштиљијада
- Прављење највеће пљескавице 2016. године
- Лесковачки културни центар за време одржавања LIFFE фестивала
- Наступ вртића „Цицибан” на Лесковачком карневалу у Лесковцу 2017.

Природне атракције
Када је реч о природним туристичким атракцијама, Лесковац као Српско петоречје и као котлина окружена планинама обилује локацијама које имају висок туристички потенцијал. Пашина чесма је познато излетиште које се налази надомак Лесковца, око 11 km од града према Бојнику, а погодно је за спорт, рекреацију и ловни туризам. Налази се на око 350 m надморске висине и богата је храстовом шумом.
Значајна туристичка атракција је и кањон реке Вучјанке, удаљен 18 km од Лесковца, где се налази и хидроелектрана Вучје, подигнута 1903. године. Кањон је богат вировима, водопадима и слаповима, а посебну пажњу људи у овом кањону изазивају бројни камени лонци или казани. Они су настали захваљујући снажном и брзом току реке, која је временом издубила стене и направила бунараста удубљења. Најкарактеристичнији лонци су они изнад хидроцентрале, који носе назив Ђокини вирови. Вучјанка погодује развоју купалишног туризма, јер припада I класи воде у горњем току, а II класи воде у доњем току. Међутим, због тока у планинском пределу, купалишна сезона не траје дуго, те је погодна за купалишне активности од средине јула до почетка септембра.
- Купалиште на Вучјанки испод хидроелектране
- Поглед на Кукавицу из Накривња

## Саобраћај
Саобраћајни положај Лесковца је веома повољан управо због свог средишњег положаја у котлини и ка њему воде сви важнији и већи путеви са котлинског обода. Истовремено је и рељеф такав да се обод котлине, као и котлинске и речне терасе блаже или стрмије спуштају ка средишту котлине, односно долини Мораве. Због тога се и све важније саобраћајнице стичу у средишту котлине. Кроз средиште котлине, у правцу север—југ пролази долина Јужне Мораве, а такође овом удолином пролазе најважнија саобраћајна и железничка магистрала, која спаја Средњу и Југоисточну Европу. Полазећи од ове главне друмске магистрале на исток и запад, кроз котлину пролазе важне саобраћајнице које воде ка Космету на запад и ка Бабушници, Црној Трави и Пироту на исток. Пут дуж Јабланице се преко развођа Туларске реке и Ситнице спушта у Косово Поље и спаја са Приштином. Друге важније саобраћајнице су у долинама Моравиних притока и то долином Пусте реке и Ветернице. Пусторечки друм избија у долину Јужне Мораве у северном делу котлине код Брестовца. Пут долином Ветернице се везује за моравску долину, а овај крај је у народу познат као Дубочица. Стари пут кроз Дубочицу и Пољаницу представљао је везу Лесковачке са Врањском котлином на југу и некада је био много значајнији за промет између ове две суседне котлине.
Лесковац је данас саобраћајно чвориште, а пруга је до Лесковца дошла 1886. године. Док је пругу градио инжењер Светозар Машин, у Лесковцу је неко време живела његова супруга Драга Машин, потоња краљица Србије, жена последњег краља из династије Обреновића Александра. Пруга је међународног карактера и њоме путују возови који иду према Врању, Скопљу, Солуну и Атини. Пруга је електрифицирана 1974. године. Кроз лесковачку котлину пролази и веома значајан ауто-пут Е-75, који спаја запад и север Европе са југом Европе и блиским истоком.
Лесковац је удаљен од Ниша 45 km, Београда 280 km, Софије 161 km, Скопља 166 km, Атина 804 km. У непосредној близини града налази се и Аеродром „Мира”, а у непосредној близини писте, налази се и Лесковачки хиподром. Најближи међународни аеродром је Нишки аеродром Константин Велики.

## Спорт
Спорт у Лесковцу има дугу традицију и тренутно у оквиру Спортског савеза постоји 110 клубова и удружења. Када је реч о спортским објектима, у Лесковцу постоји Спортско-рекреативни центар Дубочица, који првенствено користи КК Здравље као домаћи терен за своје утакмице. СРЦ Дубочица је затворени спортски комплекс и поред велике дворане (са преко 3.600 места), поседује и малу дворану, затворене базене, куглану, тениске терене и друге спортске објекте. Поред њега, у граду постоји спортски комплекс „Дом Партизана”, изграђен средином 20. века, а који представља вишенаменски затворени спортски комплекс последње генерације. Чине га спортски терен, свлачионице са пратећим просторијама, простори намењени за судије, делегате и тренере, простор за опрему, медицински блок, простор за гледаоце, трибине са галеријом и техничке просторије. У оквиру њега је 2011. године започета, а новембра 2018. завршена изградња спортске хале која служи за организацију тренажних активности, спортских манифестација и такмичења.
Фудбал се у Лесковцу појавио 1919. године, када су највећи клубови били Момчило, Јосиф, Гајрет и Дубочица, од којих се само последњи одржао и функционише до данас. Градски фудбалски савез обједињује све фудбалске клубове и тренутно броји 42 мушке и једну женску екипу. Најпознатији су ФК Дубочица 1923, ФК Моравац Мрштане и СФК Моравац Предејане, који се такмиче у спортској лиги трећег степена. Поред њих, издваја се и ФК Слога, која се такмичи у Нишкој фудбалској зони, док се остали клубови такмиче у Јабланичкој фудбалској лиги и општинској лиги. Постоји и женски фудбалски клуб ЖФК Леминд Лавице који се такмичи у 1. лиги Србије. Лесковачки фудбал располаже са Градским стадионом, стадионом у Вучју, Грделици и Мрштану и са око 40 травнатих терена.
Поред фудбала, у Лесковцу је популарна и кошарка, а главни представник јесте кошаркашки клуб Здравље. У прошлости је у Лесковцу била јака и женска кошарка, а лесковачки клуб се у два наврата такмичио у савезној лиги. КК Здравље је основано 1964. године под именом КК Средњошколац и током историје више пута мењало име, да би од 1970. године почело да наступа под данашњим именом. Највећи успех овог клуба је финале Купа Југославије у сезони 1999/2000, када је Здравље изгубило од Партизана.
У Лесковцу од 1933. године постоји и Коњички клуб, који као један од најстаријих у Србији, функционише на Лесковачком хиподрому у непосредној близини Аеродрома Мира. На хиподрому се традиционално од 1966. организује коњичка трка града Лесковца, поводом 11. октобра, дана ослобођења града. Стони тенис се у Лесковцу развија кроз СТК Дубочица, а у женској категорији је постигао веће успехе, међу којима и финале за титулу првака државе 1995. године, а Тања Манчић је била и омладинска првакиња Европе.
Последњих деценија у Лесковцу се развијају и пливачки спортови кроз Пливачки клуб Лесковац, основан 2005. године, чији су чланови на државним такмичењима освојили преко 200 медаља, од чега преко 80 златних. Од осталих спортова, у Лесковцу су активни рукомет (РК Дубочица), ватерполо (ВК Дубочица), постоји рагби клуб, као и велики број клубова борилачких спортова (БК Дубочица, Кик-бокс клуб Дубочица, Џудо клуб Лесковац, КК Лесковац, КК Бусхидо, Мачевалачки клуб Дубочица, Карате клуб Иппон, Карате клуб Сенсеи).
У 2023. години завршена је изградња фудбалског стадиона ГФК Дубочица са капацитетом од 8.136. Власник самог стадиона је град Лесковац, а корисник ГФК Дубочица.

## Познати Лесковчани
- Никола Скобаљић — војвода Ђурђа Бранковића, 1454. године код Бање потукао до ногу турску војску
- Цветко Поповић-Врановачки — обер-кнез, вођа устаника у Јабланици, 1807. године
- Илија Петровић Стреља — један од истакнутијих Карађорђевих војвода, вођа лесковачких устаника из 1807. године
- Сава Дедобарац — саборац Илије Петровића Стреље, један од вођа устаника
- Доментијан Павловић — епископ Српске православне цркве
- Дамаскин Грданички — митрополит и епископ Српске православне цркве
- Жарко Рувидић — интерниста, санитетски генерал, начелник Санитетског одељења Министарства војске и морнарице Краљевине Југославије од 1936. до 1940. године
- Јован Наумовић — армијски генерал Војске Краљевине Југославије
- Александар Станковић — дивизиски генерал Војске Краљевине Југославије
- Јосиф Костић — армијски генерал Војске Краљевине Југославије
- Звонко Марић — академик, физичар
- Милорад Митковић (из Лебана) — ортопедски хирург, професор хирургије на Медицинском факултету у Универзитета у Нишу, директор Ортопедско-трауматолошке клинике Клиничког центра Ниш, дописни члан Српске академије наука и уметности, Академије Медицинских наука СЛД-а, Председник Српске трауматолошке асоцијације, Визитинг професор у Швајцарској.
- Миодраг Стојковић — генетичар
- Предраг Марић — српски неуропсихијатар и акупунктуриста
- Нађа Марић — српски психијатар и научник
- Никола Деклева — хирург, оснивач и директор центра за хипербаричну медицину у Србији
- Јован Цекић — лекар интерниста
- Жак Конфино — књижевник, лекар и преводилац
- Сергије Димитријевић — доктор правних наука, историограф, књижевник
- Сретен Динић — просветитељ, публициста и књижевник
- Душан А. Јањић — књижевник
- Саша Хаџи Танчић — књижевник
- Драгољуб Трајковић — правник, историограф, хроничар, књижевник
- Николај Тимченко — филозоф и књижевни критичар
- Драгутин М. Ђорђевић — фолклорист, етнограф, протојереј ставрофор
- Јован Јовановић — правник, публициста, демограф и антрополог
- Влада Илић (из Власотинца) индустријалац, бивши градоначелник Београда
- Петар Илић — брат Владе Илића и син Косте Илића Мумџије
- Сотир Илић — брат Владе Илића и син Косте Илића Мумџије
- Димитрије Мита Теокаревић — индустријалац, народни посланик, председник лесковачке општине
- Милан Димитријевић — Министар науке СРЈ 1993—1994.
- Милентије Поповић — учесник НОБ-а, председник Савезне скупштине СФРЈ
- Младен Ћирковић — пензионисани генерал Војске Србије
- Божидар Ђорђевић Кукар — индустријалац и оснивач ХФИ Здравље
- Гмитар Обрадовић — сликар (1935—2008)
- Јована Митић — сликарка, члан УЛУПУДС-а
- Јован Поповић — сликар и педагог
- Миодраг Живковић (вајар) — вајар
- Милорад Рајчевић — први Србин који је обишао свет (опклада вредна 10000 динара)
- Душан Цекић, бивши градоначелник Скопља
- Драгана Базик, архитекта и професор на Архитектонском факултету у Београду
- Никола Митровић Кокан — дизајнер, стрипар
- Борисав Атанасковић — књижевник, драмски писац за децу и одрасле, глумац у Народном позоришту у Лесковцу, редитељ, драматург и уредник (1931—1994)
- Јован Хаџи-Ђокић — уролог, члан Српске академије науке и уметности

Глумци и филмски радници
- Сима Бунић — глумац, драматичар, редитељ, сценограф
- Гојко Митић — један од најпознатијих глумаца Источне Немачке
- Слобода Мићаловић
- Владан Савић (глумац)
- Драган Мићаловић
- Предраг Смиљковић — најпознатији по улози Тихомира Стојковића
- Бојан Димитријевић
- Миљана Гавриловић
- Драгана Мићаловић
- Борислав Здравковић — песник и позоришни критичар
- Добривоје Каписазовић — песник, приповедач, драмски писац и хумориста
- Томислав Н. Цветковић — песник, приповедач и драмски писац

Спортске личности
- Јован Спасић — голман репрезентације Краљевине Југославије у периоду између два светска рата
- Трајко Рајковић — кошаркаш репрезентативац СФРЈ
- Обрад Белошевић — кошаркашки судија
- Предраг Филиповић — атлетичар, брзо ходање
- Ненад Филиповић — брзо ходање
- Јовица Арсић — тренер
- Бојан Јанић — одбојкаш, репрезентативац
- Братислав Живковић — фудбалер, репрезентативац
- Тања Манчић — репрезентативка у стоном тенису
- Марко Перовић — фудбалер, репрезентативац
- Предраг Ђорђевић — фудбалер
- Маја Миљковић — кошаркашица, репрезентативка
- Милош Коцић — фудбалер
- Милош Димић — кошаркаш

Певачи, композитори и музичке групе
- Тома Здравковић — певач народне музике, боем
- Љубиша Стојановић Луис — певач
- Миодраг М. Илић — Миле Бас, композитор и текстописац
- Новица Здравковић — певач народне музике (брат Томе Здравковића)
- Душко Костић
- Александра Радосављевић
- Фејат Сејдић
- Дарко Филиповић
- Стеван Анђелковић
- Милица Павловић
- Амадеус бенд
- Тропико бенд

Новинари
- Звонимир Шимунец — новинар, глумац
- Александар Давинић - новинар Политике Експрес, Политике, хумориста и сатиричар, рекордер у дужини вођења програма
- Марко Марковић — познати новинар и спортски коментатор (1935—2011)
- Миливоје Перовић — доктор правних наука, новинар и књижевник
- Данило Коцић — новинар, писац, историчар књижевности

Народни хероји и борци НОП Југославије
- Коста Стаменковић
- Тома Костић
- Божидар Костић
- Трајко Стаменковић
- Драги Стаменковић
- Станимир Вељковић Зеле
- Владимир Ђорђевић
- Драгољуб Петровић Раде
- Светозар Драговић Тоза
- Ђурђелина Ђука Динић
- Стојан Љубић
- Воја Радић
- Петар Станковић Љуба
- Риста Антуновић Баја
- Владимир Букилић Поп Мићо
- Божидар Стојановић
- Синадин Миленовић
- Мирко Сотировић Сотир
- Благоје Николић — учесник Октобарске револуције, члан ЦК КПЈ

## Партнерски градови
- Пловдив, Бугарска
- Лангџоу, Кина
- Силистра, Бугарска
- Куманово, Северна Македонија
- Ћустендил, Бугарска
- Ново Место, Словенија
- Пазин, Хрватска
- Окајама, Јапан
- Петра, Јордан
- Познањ, Пољска

## Галерија
- Фонтана
- Фонтана ноћу
- Градски парк
- Булевар ослобођења, главна градска „артерија”
- Градски парк Лесковца
- Палата Милана Поповића-Тонкића (Хотел Дубочица)
- Градска кућа Војводића
- Споменик палима за отаџбину
- Спомен-парк Револуције
- Скулптура у централном парку